# Seghouane
Seghouane (în arabă سغوان) este o comună din provincia Médéa, Algeria.
Populația comunei este de 5.999 de locuitori (2008).